# Guy Saint-Vil
Guy Saint-Vil (Port-au-Prince, 21 ottobre 1942) è un ex calciatore haitiano, di ruolo attaccante.

## Biografia
Era il fratello maggiore di Roger Saint-Vil, anch'egli calciatore.

## Carriera

### Club
In patria gioca tra le file dell'Etoile Haïtienne e del RC Haïtien. Con il club di Port-au-Prince ha vinto due campionati haitiani e la CONCACAF Champions' Cup 1963, questa grazie all'impossibilità dei messicani del Guadalajara a disputare la finale del torneo.
Nel 1967 si trasferì negli Stati Uniti, per giocare con i Baltimore Bays, club con cui raggiunse la finale, poi persa con gli Oakland Clippers, dell'unica edizione della NPSL I. Nella prima annata con i Baltimore Bays fu il cannoniere stagionale, a pari merito con il brasiliano Fernando Azevedo.
Nel 1968 torna in patria per giocare nel[Racing Club Haïtien.
Al termine del mondiale tornò negli Stati Uniti, militando nel 1975 nei Baltimore Comets, club con cui si piazzò all'ultimo posto della Eastern Division della NASL 1975.

### Nazionale
Ha vestito la maglia di Haiti in sedici occasioni, partecipando con la sua Nazionale ai Mondiali tedeschi del 1974, giocando due dei tre incontri disputati dalla sua Nazionale.
Con la nazionale caraibica ha vinto il Campionato CONCACAF 1973.
Il suo primo incontro in Nazionale è datato 23 novembre 1968 nella vittoria haitiana per 4-0 contro Trinidad e Tobago mentre l'ultimo lo disputò nella vittoria dei Les Grenadiers del 23 ottobre 1977 per 1-0 contro il Suriname.

## Statistiche

### Cronologia presenze e reti in Nazionale[6]
| Cronologia completa delle presenze e delle reti in nazionale ― Haiti | Cronologia completa delle presenze e delle reti in nazionale ― Haiti | Cronologia completa delle presenze e delle reti in nazionale ― Haiti | Cronologia completa delle presenze e delle reti in nazionale ― Haiti | Cronologia completa delle presenze e delle reti in nazionale ― Haiti | Cronologia completa delle presenze e delle reti in nazionale ― Haiti | Cronologia completa delle presenze e delle reti in nazionale ― Haiti | Cronologia completa delle presenze e delle reti in nazionale ― Haiti |
| Data                                                                 | Città                                                                | In casa                                                              | Risultato                                                            | Ospiti                                                               | Competizione                                                         | Reti                                                                 | Note                                                                 |
| -------------------------------------------------------------------- | -------------------------------------------------------------------- | -------------------------------------------------------------------- | -------------------------------------------------------------------- | -------------------------------------------------------------------- | -------------------------------------------------------------------- | -------------------------------------------------------------------- | -------------------------------------------------------------------- |
| 28-3-1965                                                            | Città del Guatemala                                                  | Guatemala                                                            | 3 – 0                                                                | Haiti                                                                | Campionato CONCACAF 1965                                             | -                                                                    |                                                                      |
| 30-3-1965                                                            | Città del Guatemala                                                  | Costa Rica                                                           | 3 – 1                                                                | Haiti                                                                | Campionato CONCACAF 1965                                             | 1                                                                    |                                                                      |
| 4-4-1965                                                             | Città del Guatemala                                                  | Messico                                                              | 3 – 0                                                                | Haiti                                                                | Campionato CONCACAF 1965                                             | -                                                                    |                                                                      |
| 12-1-1967                                                            | Kingston                                                             | Cuba                                                                 | 1 – 1                                                                | Haiti                                                                | Qual. Campionato CONCACAF 1967                                       | 1                                                                    |                                                                      |
| 16-1-1967                                                            | Kingston                                                             | Trinidad e Tobago                                                    | 2 – 4                                                                | Haiti                                                                | Qual. Campionato CONCACAF 1967                                       | 2                                                                    |                                                                      |
| 19-1-1967                                                            | Kingston                                                             | Antille Olandesi                                                     | 0 – 1                                                                | Haiti                                                                | Qual. Campionato CONCACAF 1967                                       | -                                                                    |                                                                      |
| 21-1-1967                                                            | Kingston                                                             | Giamaica                                                             | 0 – 1                                                                | Haiti                                                                | Qual. Campionato CONCACAF 1967                                       | 1                                                                    |                                                                      |
| 6-3-1967                                                             | Tegucigalpa                                                          | Guatemala                                                            | 2 – 1                                                                | Haiti                                                                | Campionato CONCACAF 1967                                             | -                                                                    |                                                                      |
| 8-3-1967                                                             | Tegucigalpa                                                          | Trinidad e Tobago                                                    | 3 – 2                                                                | Haiti                                                                | Campionato CONCACAF 1967                                             | 1                                                                    |                                                                      |
| 10-3-1967                                                            | Tegucigalpa                                                          | Nicaragua                                                            | 1 – 2                                                                | Haiti                                                                | Campionato CONCACAF 1967                                             | -                                                                    |                                                                      |
| 14-3-1967                                                            | Tegucigalpa                                                          | Messico                                                              | 1 – 0                                                                | Haiti                                                                | Campionato CONCACAF 1967                                             | -                                                                    |                                                                      |
| 16-3-1967                                                            | Tegucigalpa                                                          | Honduras                                                             | 2 – 0                                                                | Haiti                                                                | Campionato CONCACAF 1967                                             | -                                                                    |                                                                      |
| 20-4-1969                                                            | Port-au-Prince                                                       | Haiti                                                                | 2 – 0                                                                | Stati Uniti                                                          | Qual. Campionato CONCACAF 1969                                       | 1                                                                    |                                                                      |
| 11-5-1969                                                            | San Diego                                                            | Stati Uniti                                                          | 0 – 1                                                                | Haiti                                                                | Qual. Campionato CONCACAF 1969                                       | 1                                                                    |                                                                      |
| 1-12-1973                                                            | Port-au-Prince                                                       | Haiti                                                                | 3 – 0                                                                | Antille Olandesi                                                     | Campionato CONCACAF 1973                                             | -                                                                    | 61’                                                                  |
| 7-12-1973                                                            | Port-au-Prince                                                       | Haiti                                                                | 1 – 0                                                                | Honduras                                                             | Campionato CONCACAF 1973                                             | 1                                                                    |                                                                      |
| 13-12-1973                                                           | Port-au-Prince                                                       | Haiti                                                                | 2 – 1                                                                | Guatemala                                                            | Campionato CONCACAF 1973                                             | -                                                                    | 42’                                                                  |
| 15-6-1974                                                            | Monaco di Baviera                                                    | Italia                                                               | 3 – 1                                                                | Haiti                                                                | Mondiali 1974                                                        | -                                                                    | 46’                                                                  |
| 23-6-1974                                                            | Monaco di Baviera                                                    | Argentina                                                            | 4 – 1                                                                | Haiti                                                                | Mondiali 1974                                                        | -                                                                    | 54’                                                                  |
| Totale                                                               |                                                                      | Presenze                                                             | 19                                                                   |                                                                      | Reti                                                                 | 9                                                                    |                                                                      |

## Palmarès

### Club

#### Competizioni nazionali
- Campionato haitiano: 2

RC Haïtien: 1962, 1969

#### Competizioni internazionali
- CONCACAF Champions' Cup: 1

RC Haïtien: 1963

### Nazionale
- Campionato CONCACAF: 1

Haiti 1973